# Valetodo Downtown
Valetodo Downtown (también conocida como DownTown ValeTodo) es una discoteca peruana orientada al público LGBT y ubicada en el distrito de Miraflores en Lima.

## Historia
La discoteca abrió sus puertas el 18 de agosto de 2000. Entre sus características cuenta con 2 pistas de baile en 2 niveles y también contaba con un bar de cruising, shows de transformismo, estriptís y go-go dancers; según publicaciones especializadas en turismo es considerado «el mejor club gay de Lima». La discoteca también ha sido víctima de redadas policiales bajo la justificación de consumo de drogas u otros delitos; uno de dichos casos ocurrió en 2005. Además se registraron clausuras del local, ante lo cual los propietarios y asistentes acusaban homofobia por parte de las autoridades; una de dichas situaciones ocurrió el 19 de abril de 2007 por parte del entonces alcalde de Miraflores, Manuel Masías.
En febrero de 2020, la discoteca fue denunciada ante la municipalidad de Miraflores por transfobia por parte del personal de seguridad hacia un joven que intentaba acceder al local.
Producto de la pandemia de COVID-19, Valetodo Downtown cerró sus puertas el 16 de marzo de 2020; al momento de su cierre trabajaban unas 200 personas. Luego de una serie de reestructuraciones en el local, el espacio fue reconvertido en el supermercado «Downtown Market» que fue inaugurado el 30 de junio del mismo año; el hecho captó la atención de la prensa ya que entre los vendedores que trabajaban en el recinto se encontraban algunas de las drag queens que realizaban shows en la discoteca. Posteriormente durante 2021, Valetodo Downtown reabrió sus puertas como bar y discoteca.